# 박정현 (태권도인)
박정현(朴禎賢, 1969년 ~ , 일본 오사카 출생)은 무도인, 태권도 사범으로, 국제태권도연맹(ITF) 7단사현,국제사범,국제심판원(A급),ITF경기위원이며,아시아태권도연맹(ATF) EB맴버,일본국제태권도협회(ITF-JAPAN) 이사, 태권도화랑박무관 대표이다.또한 무도무예를 연구발전시키는 문화기관인 태산무예연구소소장,박동양무도학원원장,한일전통무에인교류회사무국장이다.

## 경력

### 선수
- 1990년, 제1회 전일본태권도선수권대회 맞서기 -54kg급 준우승
- 1991년, 제2회 전일본태권도선수권대회 맞서기 -54kg급 우승,1단틀 우승,최우수선수상(MVP)
- 1992년, 제3회 전일본태권도선수권대회 맞서기 -54kg급 우승,1단틀 우승
- 1993년, 제4회 전일본태권도선수권대회 맞서기 -54kg급 준우승,2단틀 우승
- 1994년, 제5회 전일본태권도선수권대회 맞서기 -63kg급 우승(세계선수권 보유자 황수일선수와 결승전대결)
- 1995년, 제6회 전일본태권도선수권대회 맞서기 -63kg급 준우승
- 1996년, 제7회 전일본태권도선수권대회 맞서기 -80kg급 3위
- 1997년, 제8회 전일본태권도선수권대회 맞서기 -71kg급 준우승
- 1990년, 제7회 ITF세계태권도선수권대회(캐나다 몬트리올) 맞서기-54kg급 출장
- 1992년, 제8회 ITF세계태권도선수권대회(조선 평양) 맞서기-54kg급 8위
- 1994년, 제9회 ITF세계태권도선수권대회(말레이시아 쿠아라룸풀)맞서기-63kg급 출장
- 1997년, 제10회 ITF세계태권도선수권대회(러시아 상트페테르부르크) 단체맞서기 출장
- 1999년, 제11회 ITF세계태권도선수권대회(아르헨티나 부에노스아이레스) 단체틀 준우승
- 2010년, 제4회 ITF베테란 세계태권도선수권대회(베라루시 민스크)6단틀 준우승
- 2012년, 제5회 ITF베테란 세계태권도선수권대회(에스토니아 타린)맞서기-64kg급우승,6단틀 준우승, 단체틀 우승
- 2014년, 제6회 ITF베테란 세계태권도선수권대회(타지키스탄 드샹베)맞서기-64kg급준우승,6단틀 우승, 단체틀 준우승,단체위력3위
- 2016년, 제7회 ITF베테란 세계태권도선수권대회(이탈리아 안드리아)6단틀 우승, 단체틀 우승
- 2018년, 제8회 ITF베테란 세계태권도선수권대회(이탈리아 안드리아)6단틀 우승(3연패), 단체틀 우승,단체맞서기3위,최우수선수상(MVP)

### 심판
- 2018년 4월,  ITF제9회아시아태권도선수권대회(몽골,우란바토르 20개국참가)주심(결승전주심)
- 2016년 3월,  ITF제8회아시아태권도선수권대회(카자흐스탄,알마타 20개국참가)주심(결승전주심)
- 2014년 4월,  ITF제7회아시아태권도선수권대회(네팔,25개국참가)주심(결승전주심)
- 2012년 4월,  ITF제6회아시아태권도선수권대회(타지키스탄,19개국참가)주심(결승전주심)
- 2011년 9월,  ITF제17회세계태권도선수권대회(평양,83개국참가)대회경기위원회위원,심판원(결승전주심)
- 2010년 4월, ITF제5회아시아태권도선수권대회(,16개국참가)심판원(결승전주심)
- 2009년 10월, ITF제16회세계태권도선수권대회(러시아,80개국참가)대회경기위원회위원,심판원(결승전주심)
- 2008년 8월, ITF제1회전한국태권도선수권대회(대구시,5개국참가)대회경기위원회위원,심판원(결승전주심)
- 2008년 4월, ITF제4회아시아태권도선수권대회(카자흐스탄,15개국참가)심판원(결승전주심)
- 2008년 9월, ITF제8회세계청소년태권도선수권대회／제3회베테란세계태권도선수권대회(우즈베키스탄,60개국참가)심판원(결승전주심)
- 2007년 10월,국제친선 제2회ITF중국태권도선수권대회(중국북경시,5개국참가)대회경기위원회위원,심판원(결승전주심)
- 2007년 4월, ITF제15회세계태권도선수권대회(슬로베니아,75개국참가)심판원(결승전주심)
- 2006년 7월, ITF제7회세계청소년태권도선수권대회／제2회베테란세계태권도선수권대회(불가리아)심판원(주심,부심)
- 2005년 7월, ITF제14회세계태권도선수권대회(오스트레일리아,55개국참가)심판원(결승전주심)
- 2003년 11월, 최홍희장군메모리알컵ITF태권도선수권대회(캐나다 오타와시)심판원(주심,부심)
- 2003년 7월, ITF제13회세계태권도선수권대회(그리스)심판원(주심,부심)
- 2002년 4월, ITF제2회아시아태권도선수권대회(몽골,9개국참가)심판원
- 2001년 7월, ITF제12회세계태권도선수권대회(이탈리아)심판원(주심,부심)
- 2000년 10월, ITF제1회아시아태권도선수권대회(도쿄,14개국참가)대회경기위원회위원,심판원

### 한일전통무예인교류회
- 2008년10월,제1회한일전통무예인교류회 사무국장으로 활약.서울에서 한국의 한국전통무예총연맹(총제설적운)9개의 단체(택견,선무도,24반무예,한무도,기천문,회전무술,풍류선도,무의단공(특공무술),영가무도)와 일본무도친선사절단(단장이와모또 아끼요시,쇼도깐가라데・게이오대학가라데초대감독)과의 무예,무도를 통한 한국과 일본의 역사상 첫 무도교류회를 추진하였다.
- 2010년11월, 제2회한일전통무예인교류회 사무총장.일본의 사이다마현 고마신사와 도교게이오대학에서 진행되었다. 한국에서 택견,24반무예가 참가.일본에서 가라데,아이끼도,ITF태권도가 참가하였다.
- 2014년6월,제3회한일전통무예인교류회 일본측 사무총장으로 활약.서울에서 한국의 한국전통무예총연맹(총제박사규)10개의 단체(택견,선무도,24반무예,한무도,기천문,회전무술,풍류선도,무의단공(특공무술),영가무도,합기선)와 일본무도친선사절단(단장이와모또 아끼요시,쇼도깐가라데・게이오대학가라데초대감독)과의 무예,무도를 통한 한국과 일본의 무도교류회를 서울 여의도국회회관과 충북충주 택견전수관에서 추진.
- 2016년6월,제4회한일전통무예인교류회 일본측 사무총장으로 활약.한국에서 한국전통무예총연맹(총제 박사규)10개의 단체(택견,선무도,24반무예,한무도,기천문,회전무술,풍류도,무의단공(특공무술),영가무도,합기선)와 일본무도단(단장이와모또 아끼요시,쇼도깐가라데・게이오대학가라데초대감독)과의 무예,무도를 통한 한국과 일본의 무도교류회를 일본사이다마에서 진행.고마군건군1,300년기념행사에참가.
- 2018년10월,제5회한일전통무예인교류회 일본측 사무총장으로 활약.경주에서 한국의 한국전통무예총연맹(총제 정경화)7개의 단체(택견,선무도,24반무예,한무도,기천문,무의단공(특공무술),,합기선)와 일본무도친선사절단(단장 와다 고우지,쇼도깐가라데・게이오대학가라데)과의 무예,무도를 통한 한국과 일본의 무도교류회를 경주 골굴사에서 추진.

### 특별회원(연예인)
- 2007년 9월, 일본의 유명싱어송라이터,배우인 각트(GACKT)씨에게 정통태권도의 진수를 전수.현재 태권도2단으로서 수련을 계속하고 있다.
- 2008년 2월, 일본의 댕스배우인 마-크(MARK)씨에게 정통태권도의 진수를 전수. 현재 태권도1단으로서 수련을 계속하고 있다.
- 2010년 5월, 일본의 배우인 이노우애 마사히로(井上正大)씨에게 정통태권도의 진수를 전수.이노우애씨는 2013년 가을에 일본전국에서 방송된　영화"태권도 다마시이(テコンドー魂)"에 주역으로 출연하였다. 현재 태권도1단으로서 수련을 계속하고 있다.

### 강사활동
- 2014년 10월,  경민대학교 태권도외교과에서 특별강연 진행. `21세기의 무도인을 지향하여`
- 2014년 1월,  일본 와세다대학문학부에서 특별강연 진행. `한국문화와 무도태권도`20세기 역사와 문화의 흐름속에 태여난 태권도의 정신속에 사랑하는 사람,가족을 지키는 정의의 정신이 깃들어있음을 설명.

## 수상
- 2019년, 일본 사이다마현 도다시 스포츠상(장려상) 수상
- 2018년, 제8회 ITF 베테란 세계태권도선수권대회(최우수선수상(MVP)
- 2017년, 미국의무도잡지Taekwon-Do TIMES （January.2011）에서'Masters of The Year2017'수상
- 2014년, 국제태권도연맹(ITF)제24회총회(다지키스탄)에서 훌륭한사범Outstanding Instructer medal（6th August2014)수상
- 2010년, 미국의무도잡지Taekwon-Do TIMES （January.2011）에서'Masters of The Year2010'수상
- 2009년, ITF제16회세계태권도선수권대회(러시아 상트페테르부르크)에서 최우수심판원 'THE BEST UMPIRE OF THE TOURNAMENT'수상
- 1991년, ITF-JAPAN제2회전일본태권도선수권대회(도쿄)에서 최우수선수상(MVP) 수상

## 출연
- 1995년, 《サムライ・華麗なるテコンドー！》, CS
- 1996년, 《SRS・スペシャルリングサイド》, 후지테레비
- 1997년, 《スーパージョッキー・ガンバルマン》, 니혼테레비
- 1997년, 《入門サムライ道場》, CS
- 2008년 6월, 《おはスタ！ワンダフルスポーツ》, 테레비도쿄
- 2012년 7월, 《先輩ROCK　YOU　心ゆさぶれ！》, 니혼테레비

## 서적、DVD
- 1993년, 《跳ぶ,打つ,蹴る,テコンドー》, 후쿠쇼도
- 2001년, 《テコンドー》, 후쿠쇼도
- 2003년, 《テコンドーバイブル》, 후쿠쇼도
- 2007년, 《型を身につけるテコンドー》, 후쿠쇼도
- 2012년, 《SUKKARA,スッカラ》 VOL.75, 2012년 5월호, 〈Korean　Links〉 Vol.50
- 2014년, 《月刊空手道》 VOL.534, 2014년 10월호, 후쿠쇼도,"ITF태권도 화랑박무관창립15주년기념 무도교류회2014"
- 2017년, "박정현 ITF태권도 입문 VOL.1,2 QUEST